# Festuca parciflora
Festuca parciflora är en gräsart som beskrevs av Jason Richard Swallen. Festuca parciflora ingår i släktet svinglar, och familjen gräs. IUCN kategoriserar arten globalt som sårbar.
Artens utbredningsområde är Ecuador. Inga underarter finns listade i Catalogue of Life.